# 洛茲堡鎮區 (北達科他州博蒂諾縣)
洛茲堡鎮區（英語：Lordsburg Township）是位於美國北達科他州博蒂諾縣的一個鎮區。

## 地方資料
洛茲堡鎮區的面積為93.67平方千米，當中陸地面積為91.53平方千米，而水域面積為2.14平方千米。根據2010年美國人口普查的數據，當地共有人口19人，而人口密度為每平方千米0.2人。